# Sisu Auto
Oy Sisu Auto Ab est un fabricant de camions à usage civil et militaire basé à Raseborg en Finlande.

## Production

### Camions civils

#### Sisu Polar
Les modèles Sisu Polar actuellement disponibles sont à 3, 4 ou 5 essieux dans différentes configurations.
- Sisu Crane - camions grues
- Sisu Rock - camions à benne basculante
- Rouleau de contenu - chargeur à Palan hydraulique à crochet
- Sisu Timber - camions forestiers
- Sisu Works - camions d'entretien routier
- Sisu Carrier - transporteur de machinerie lourde

### Camions militaires

#### Pasi
- Patria Pasi

#### Série ETP
- Sisu E13TP

## Galerie

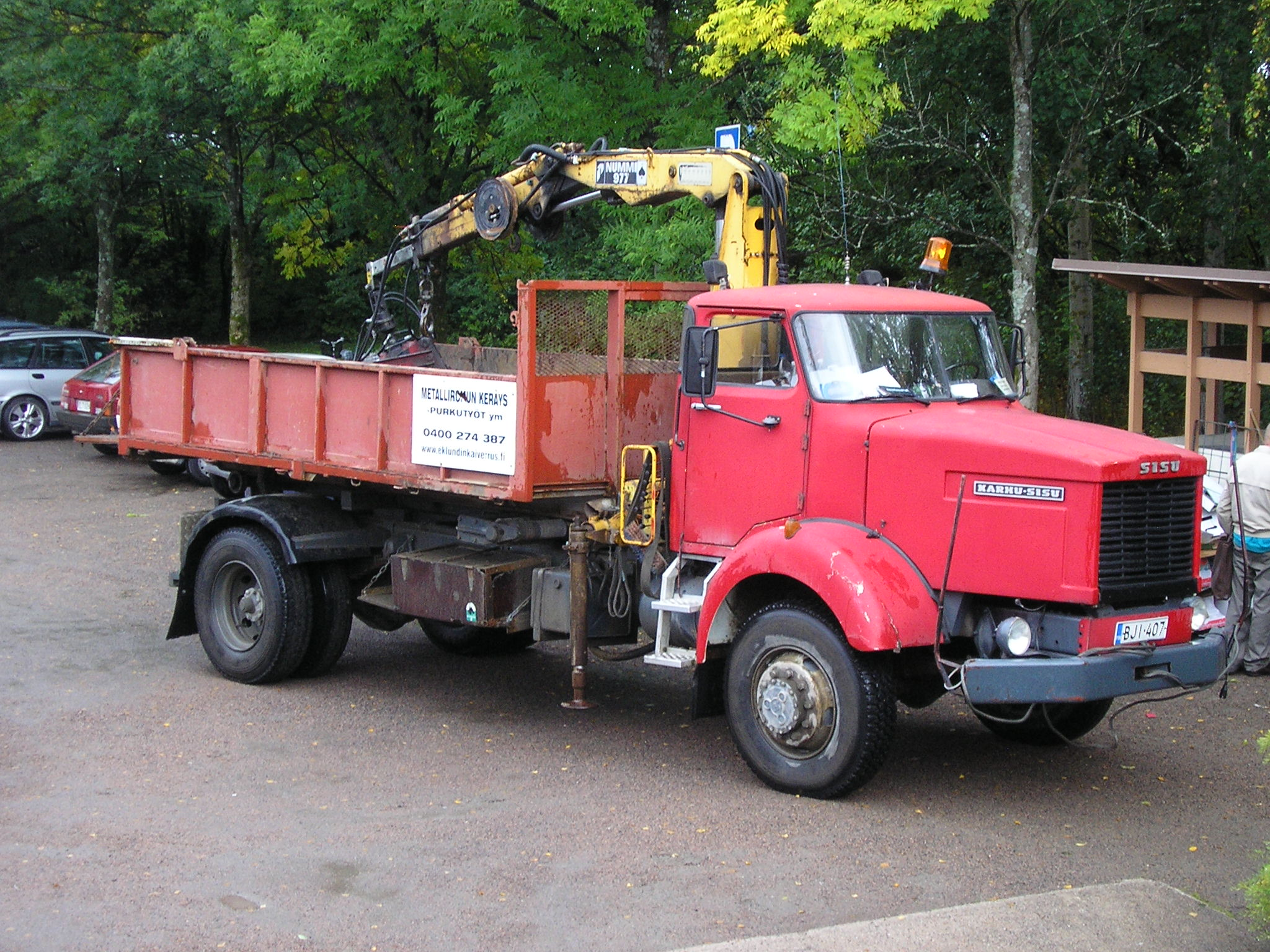
Karhu-Sisu
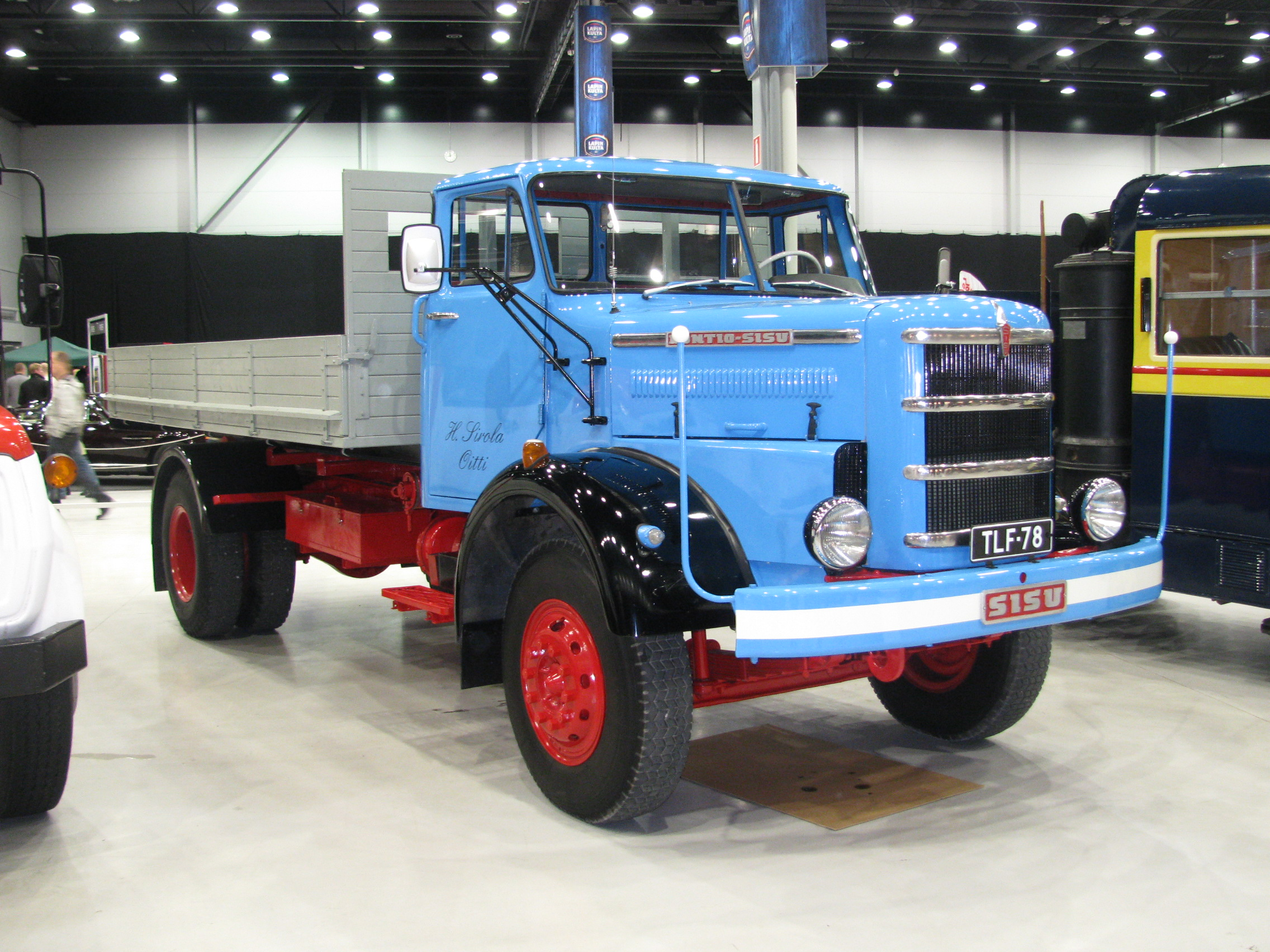
Kontio-Sisu
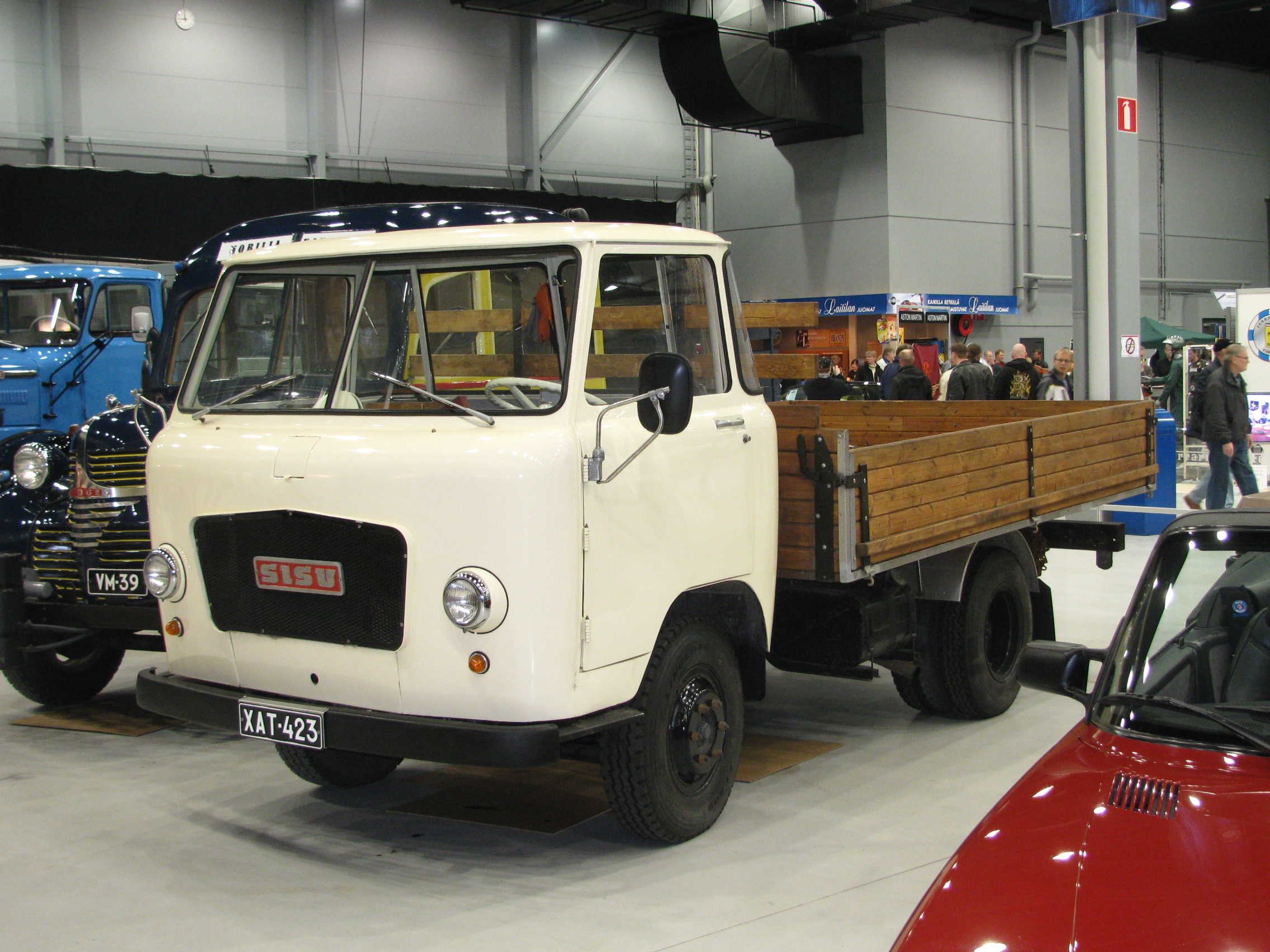
Nalle-Sisu
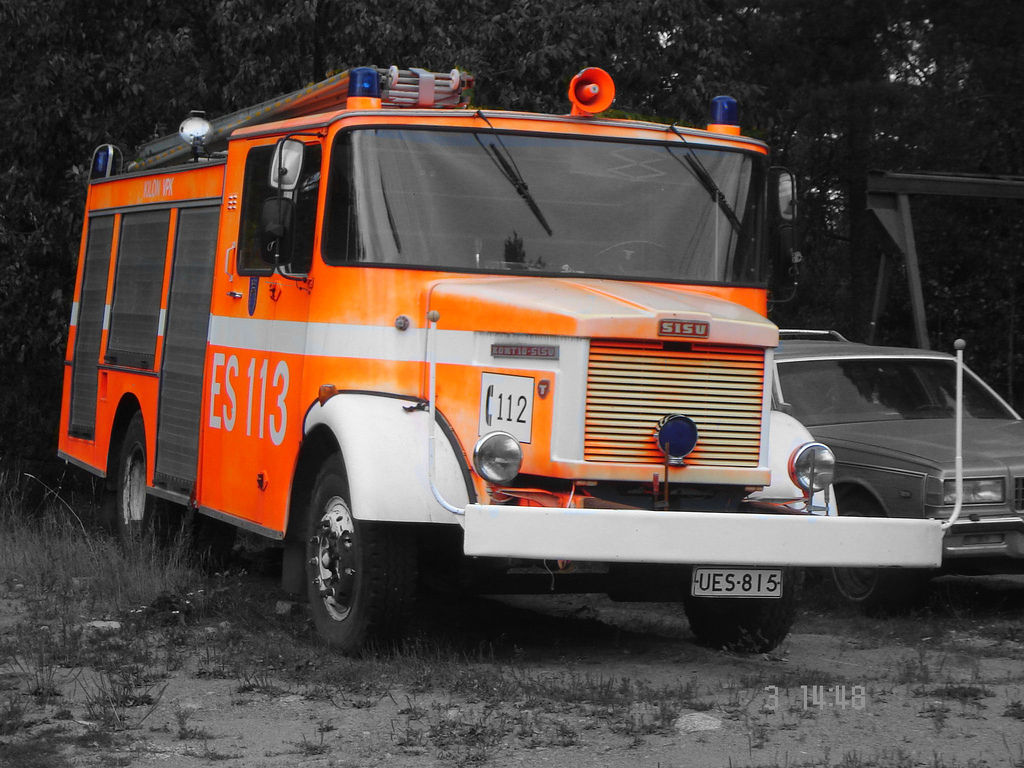
Kontio-Sisu
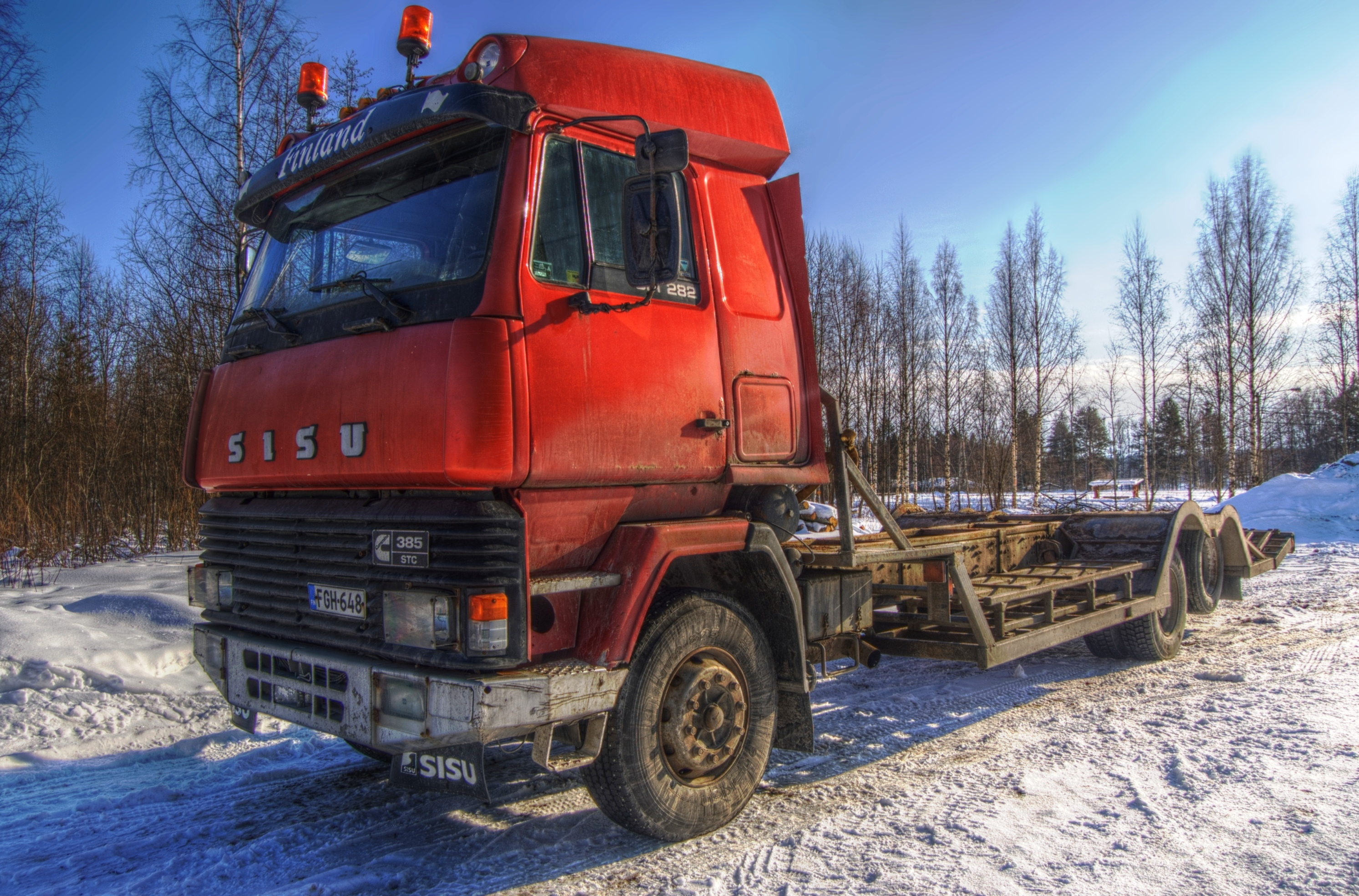
Sisu avec moteur Cummins
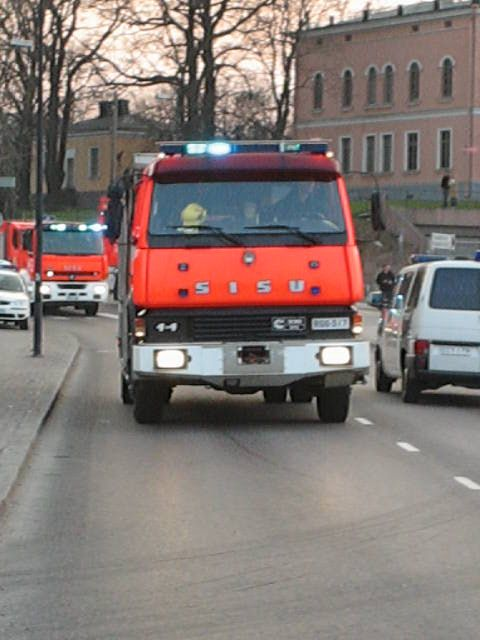
Véhicule d'incendie
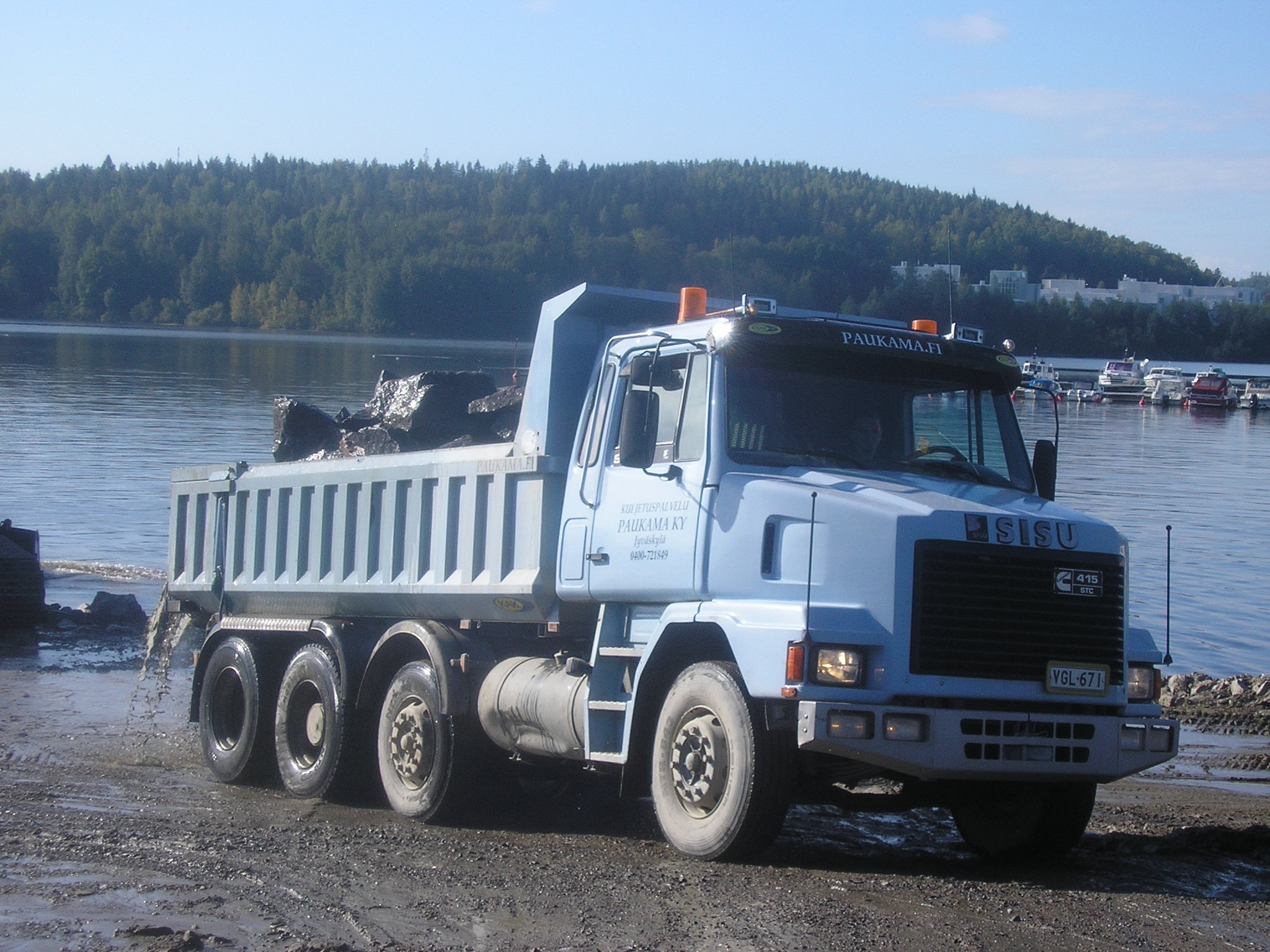
Sisu Kipper
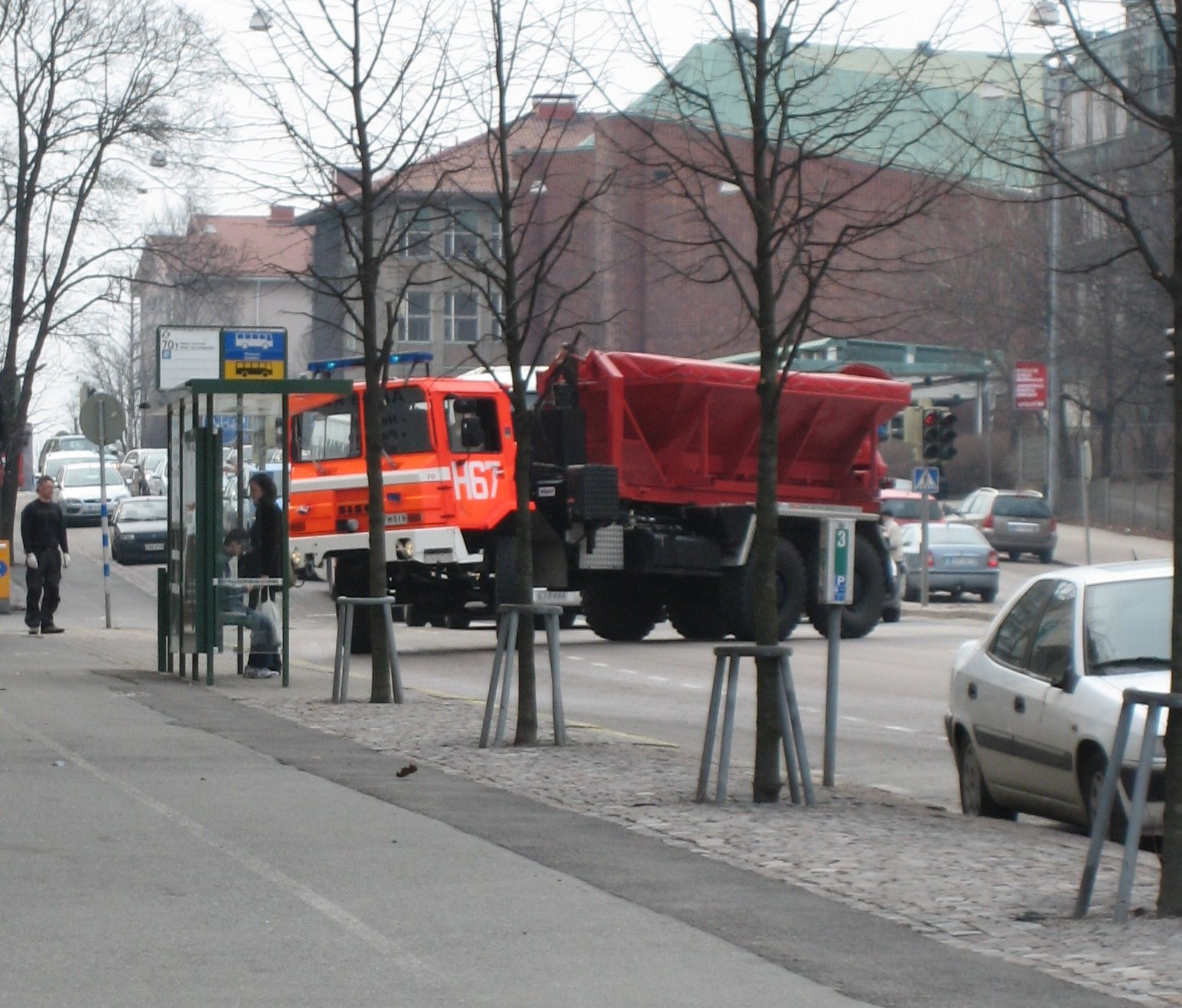
Sisu Feuerwehr
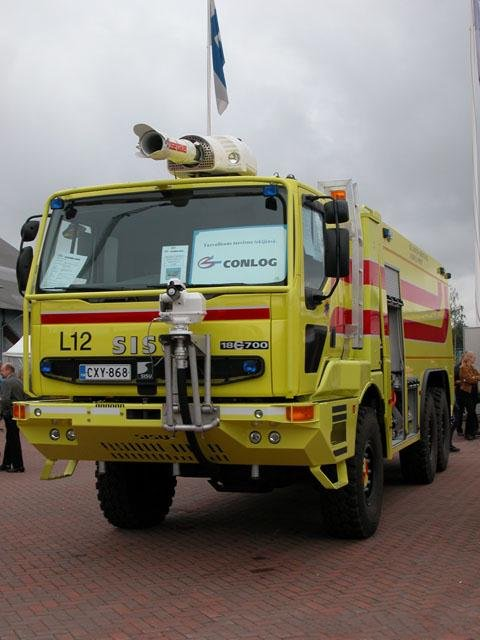
Sisu Véhicule d'incendie pour aéroport
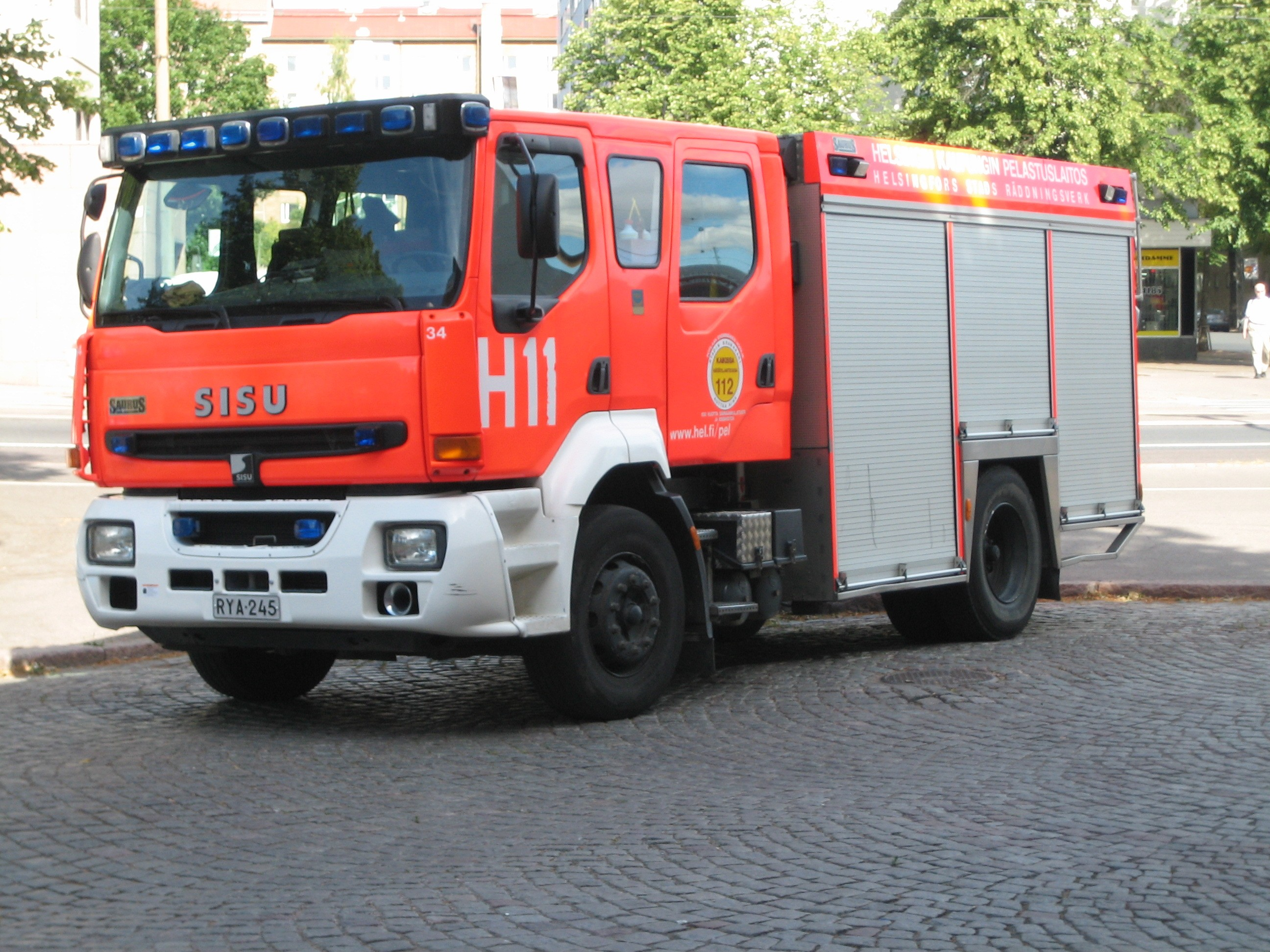
Sisu Feuerwehr
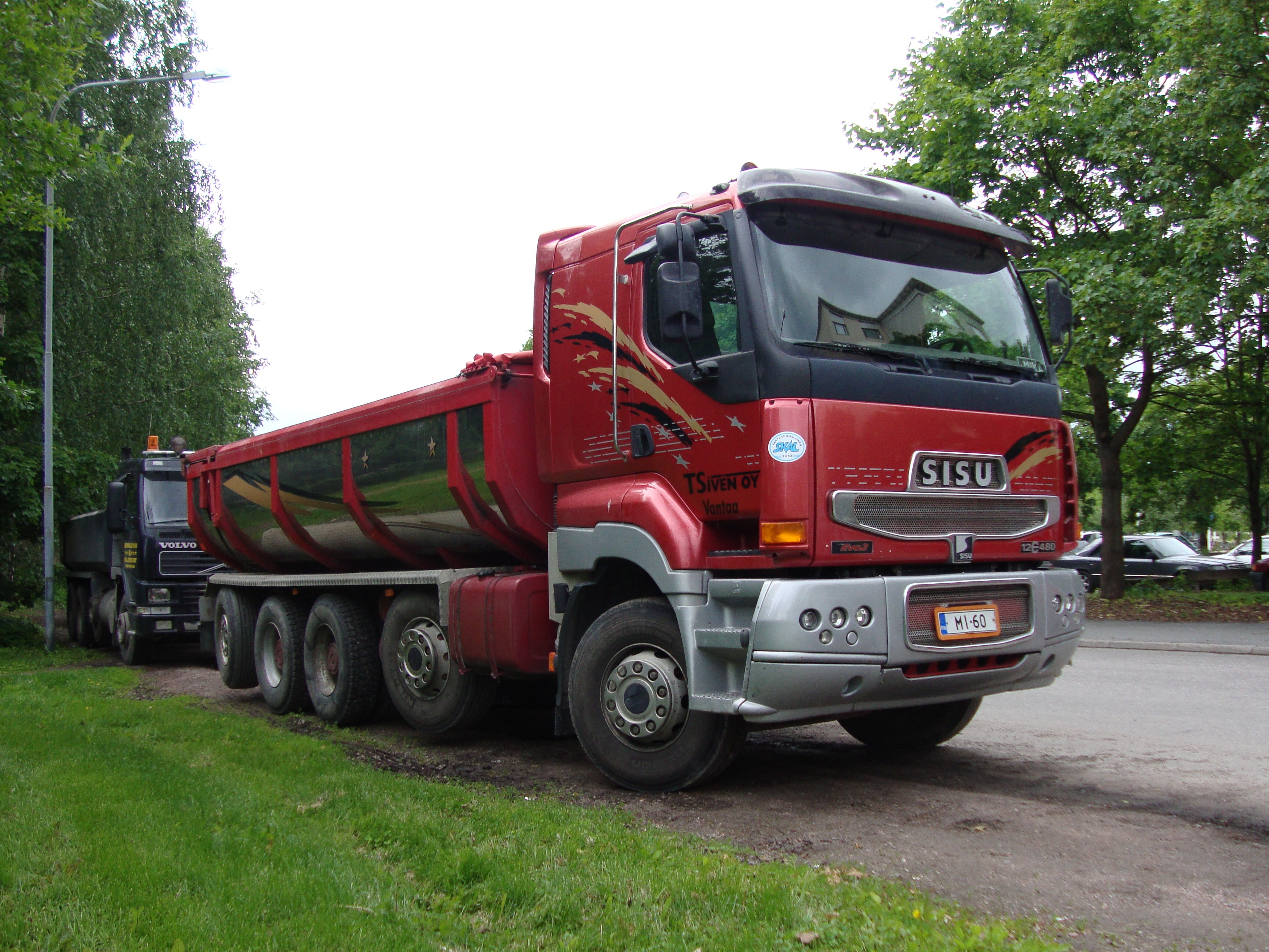
Sisu Kipper
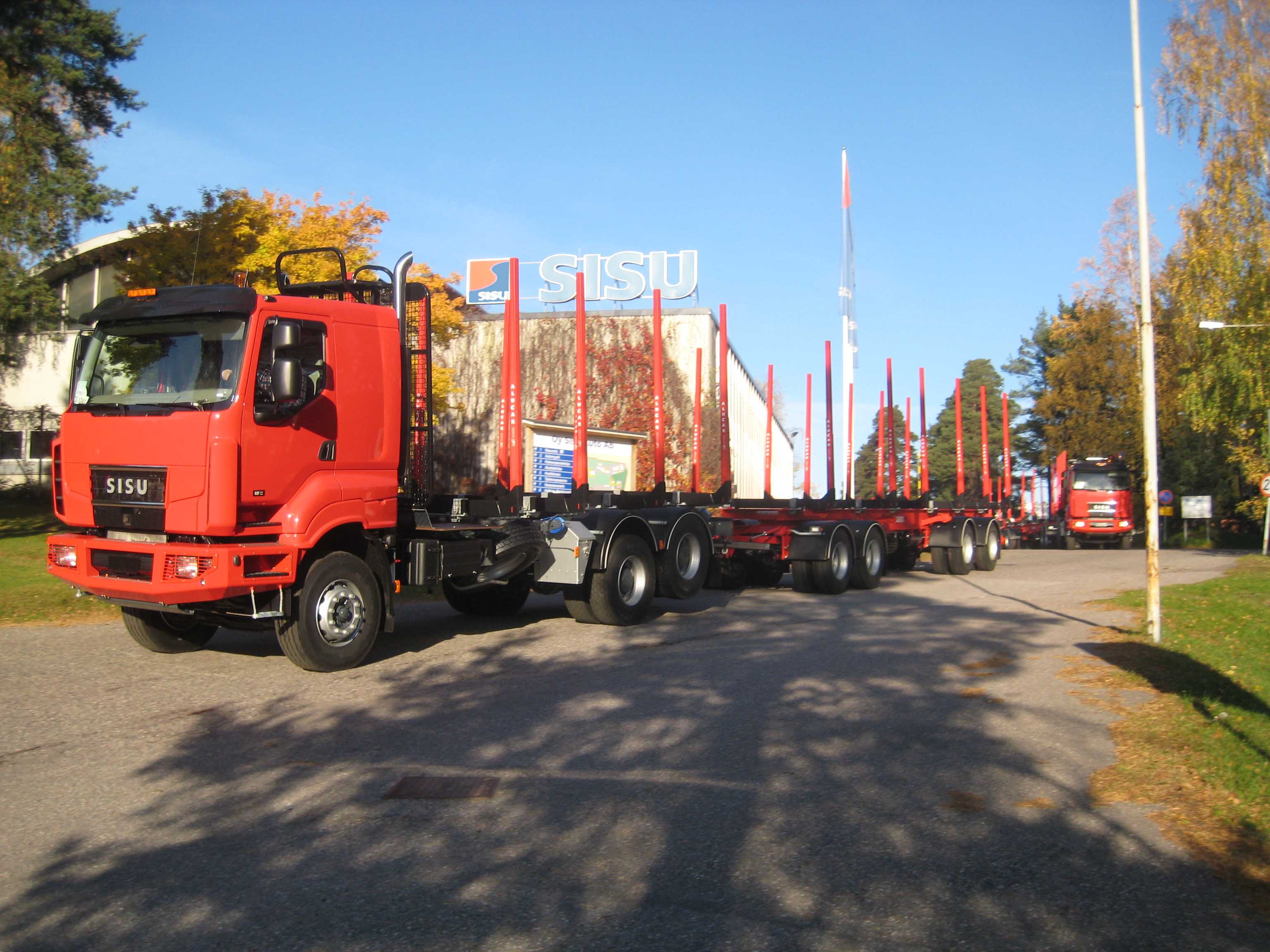
Sisu forestier
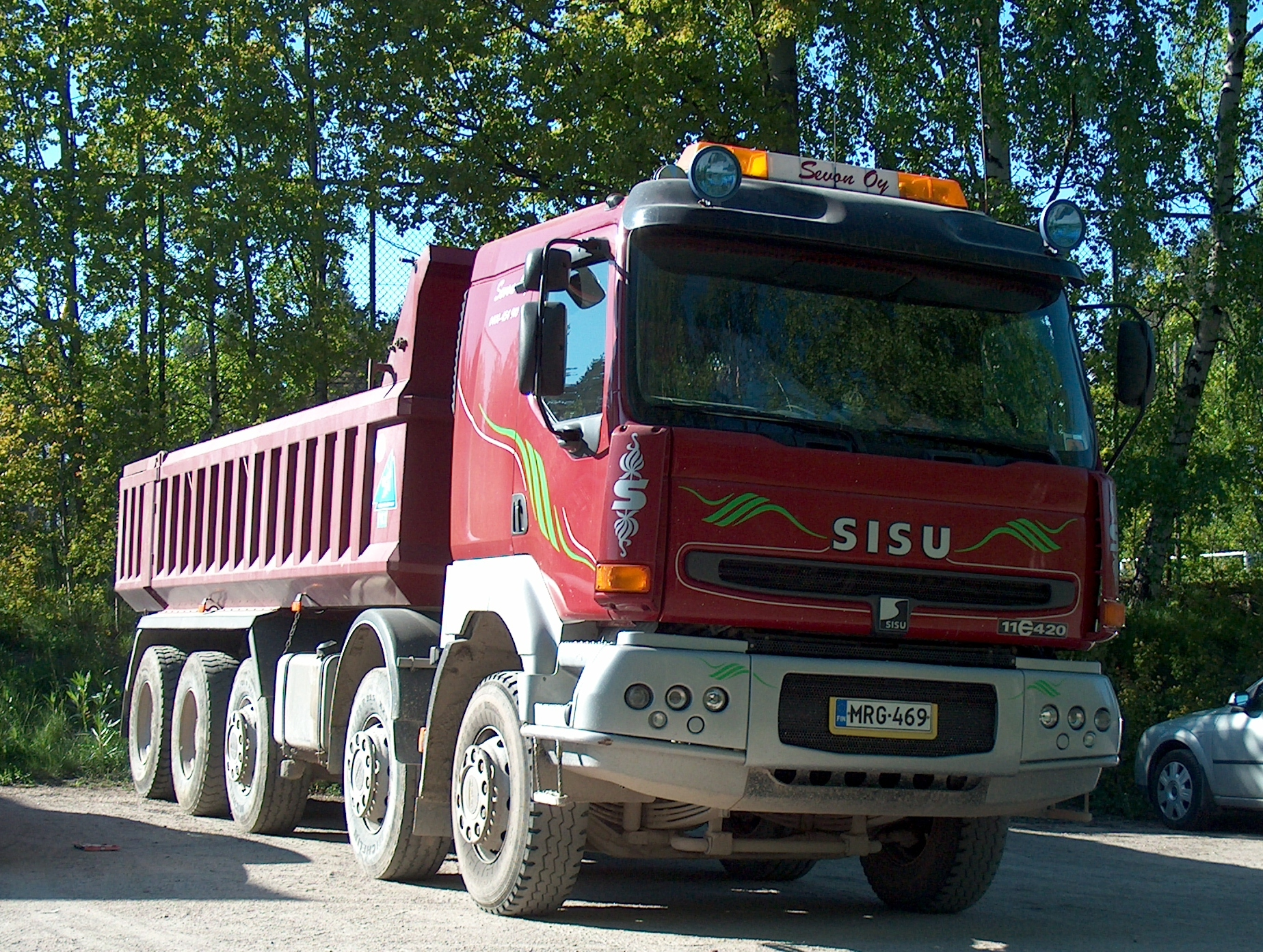
Sisu
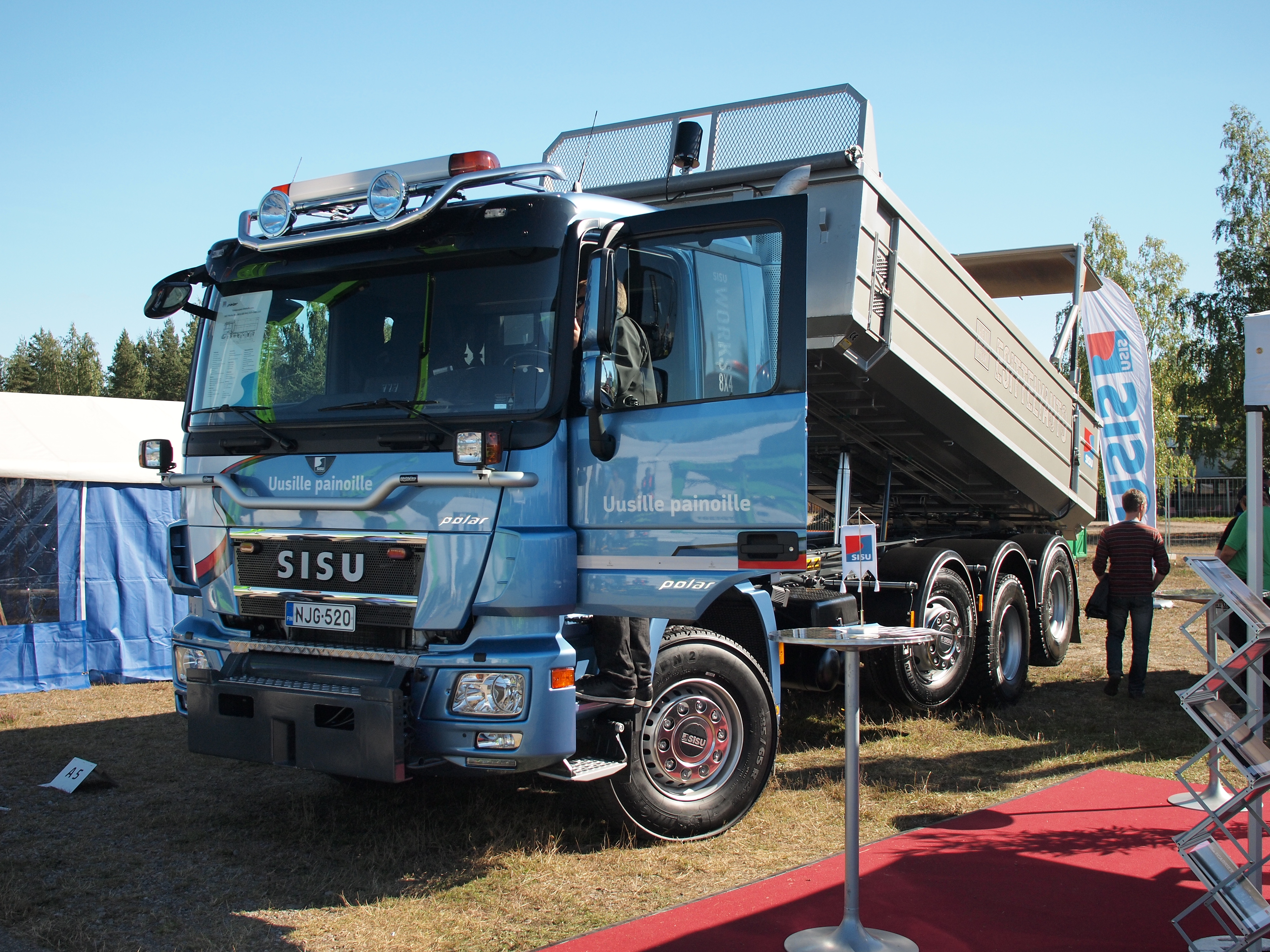
Sisu Polar Works
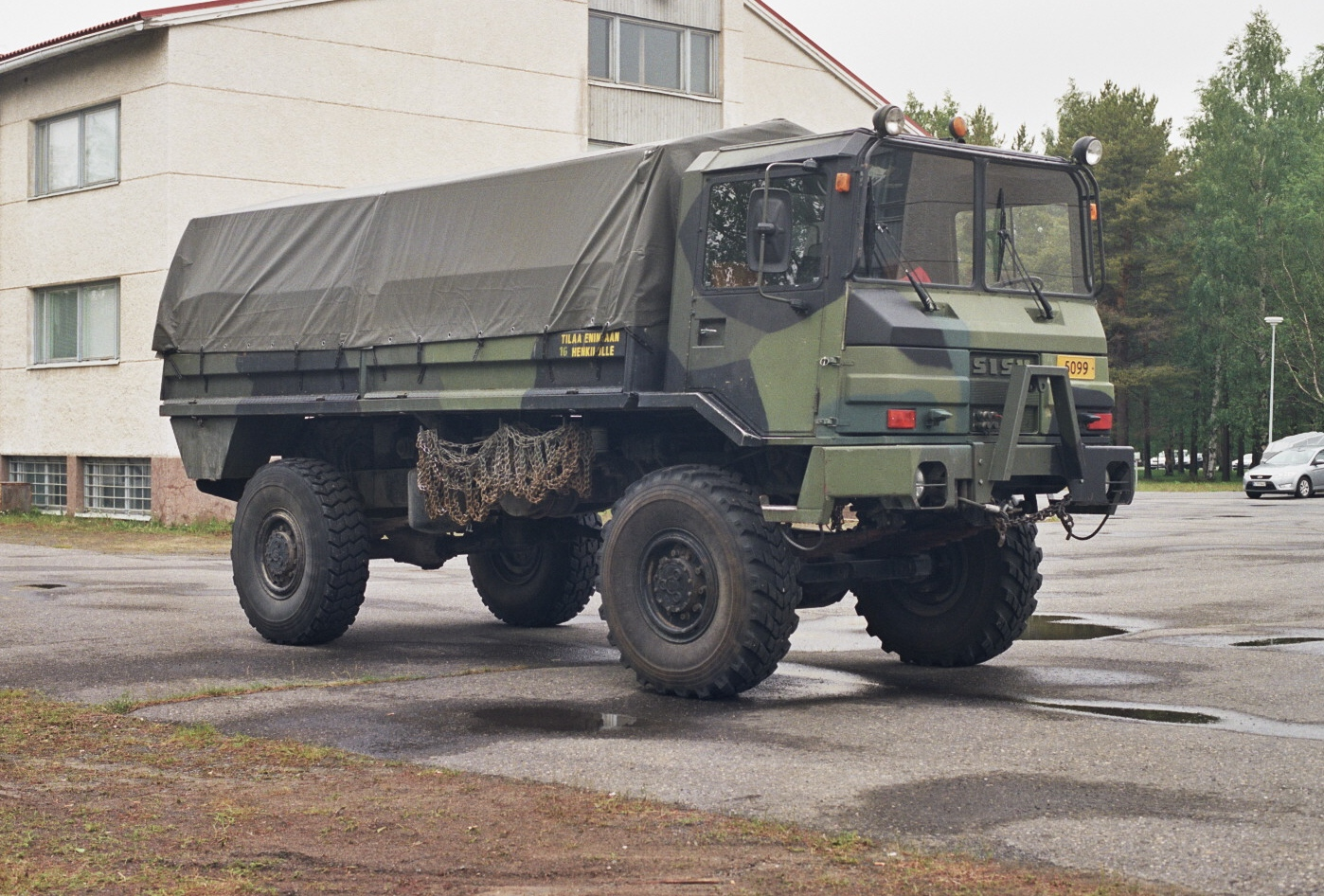
Sisu SA-150
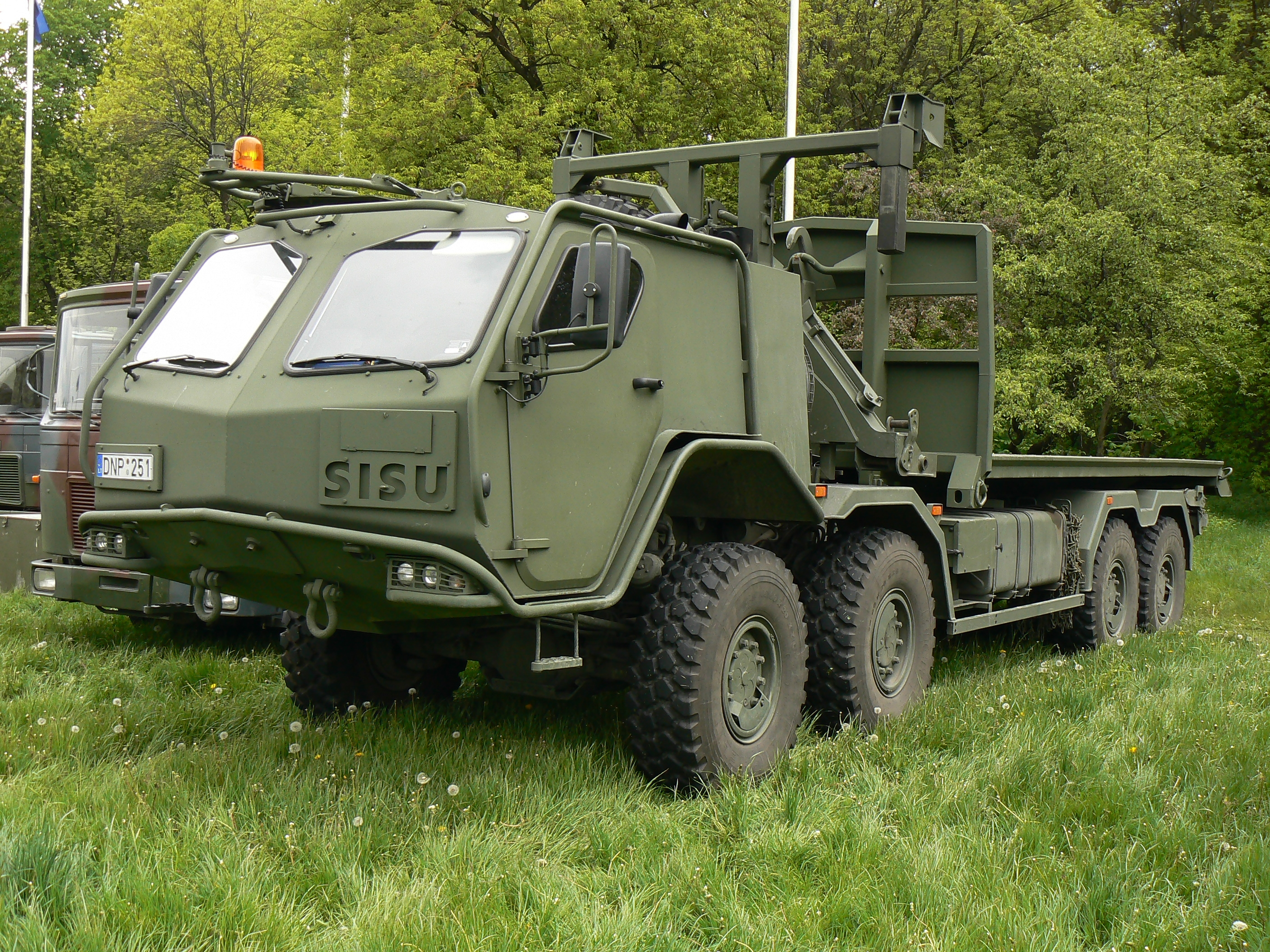
Sisu E13TP 8x8
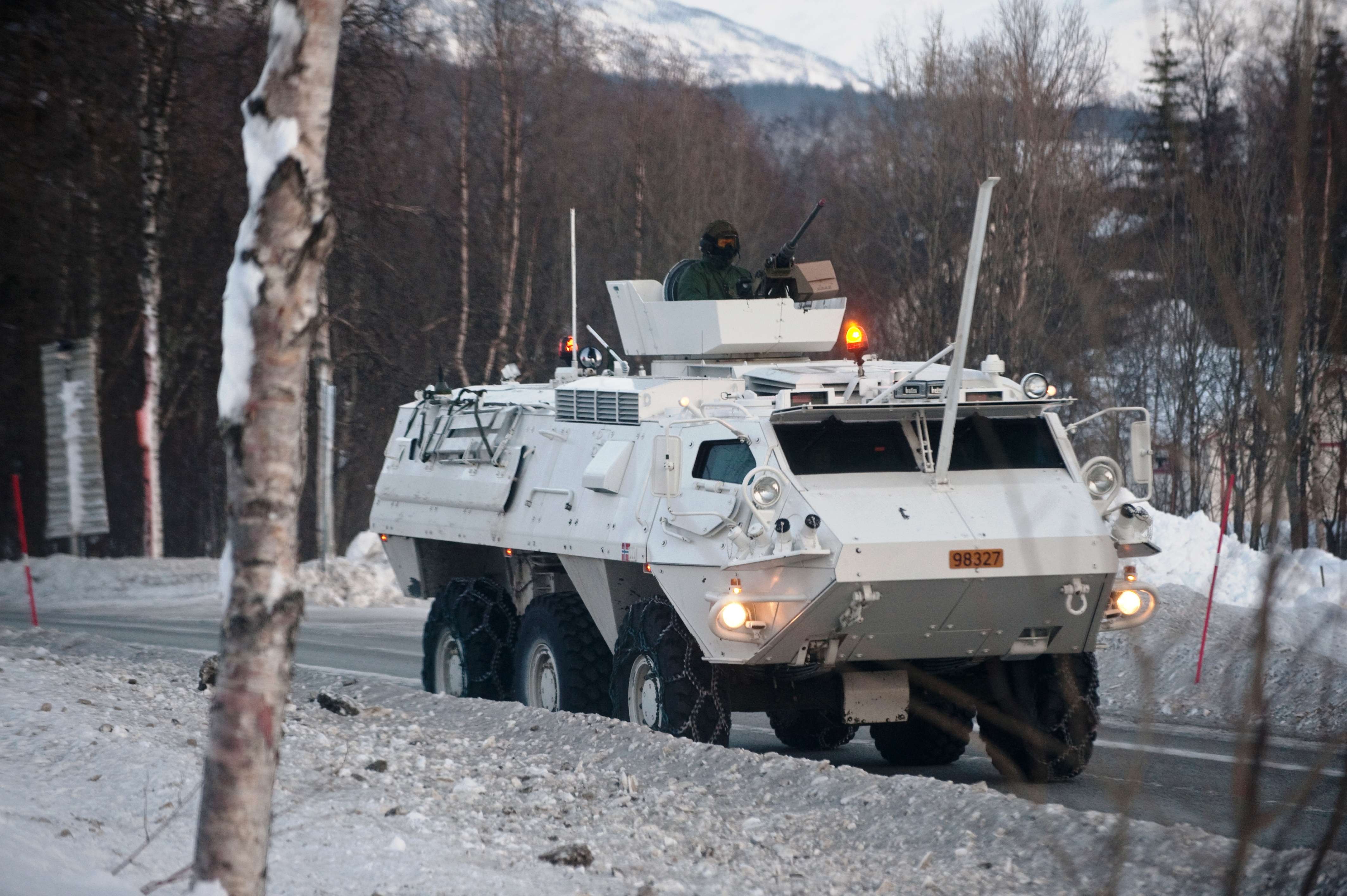
Sisu/Patria XA
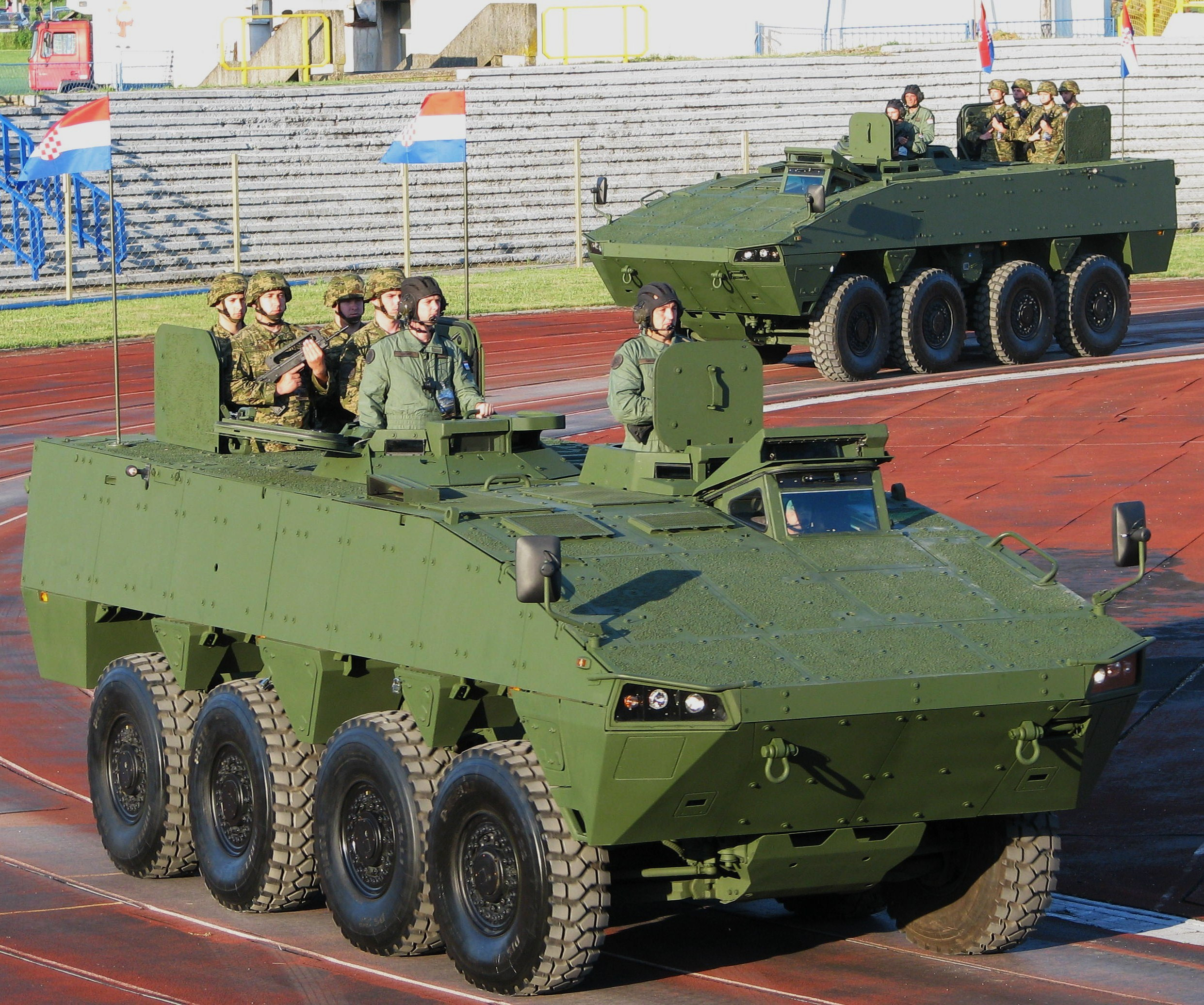
Sisu/Patria XA pour la Croatie
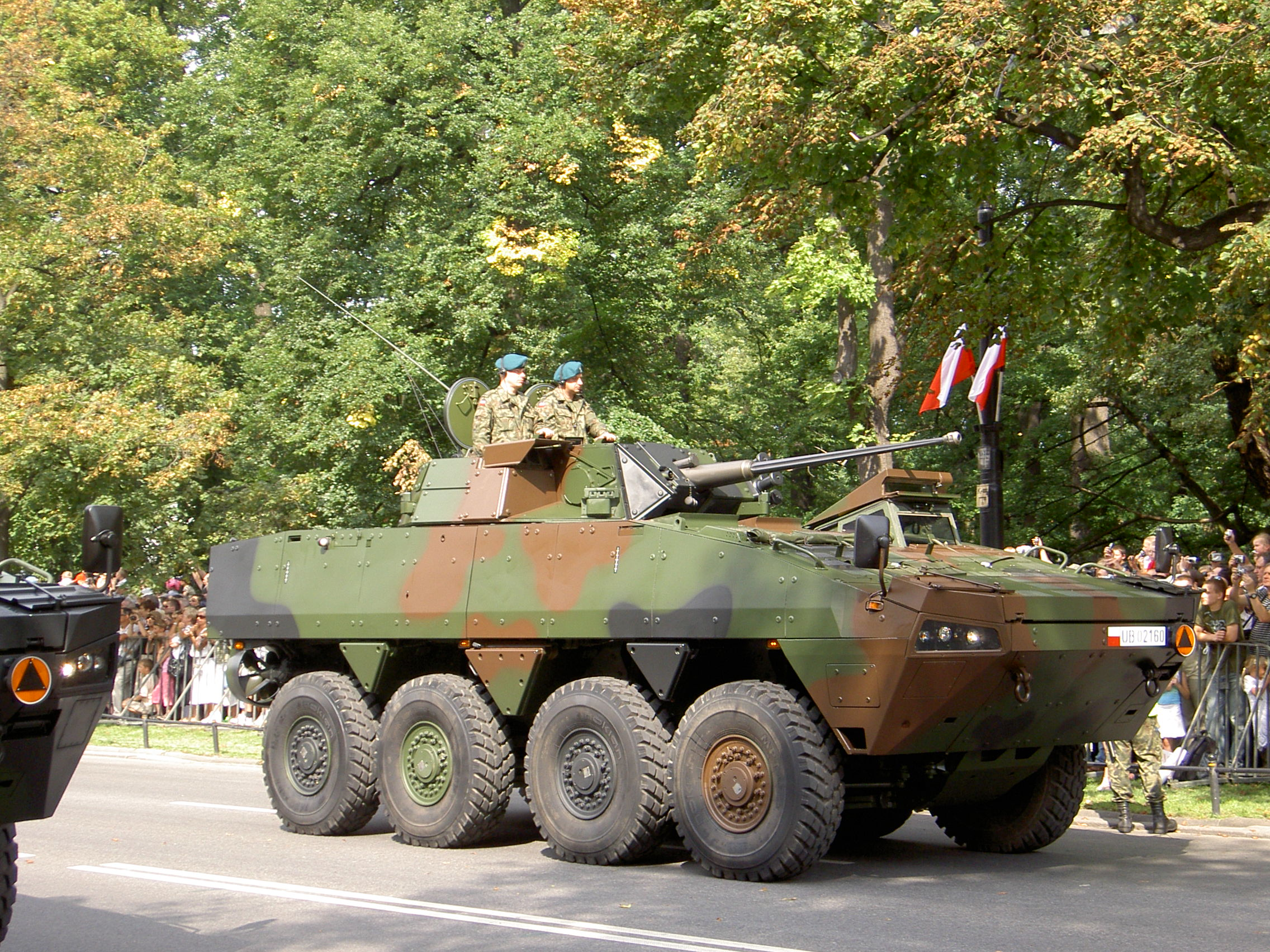
KTO Rosomak pur la Pologne
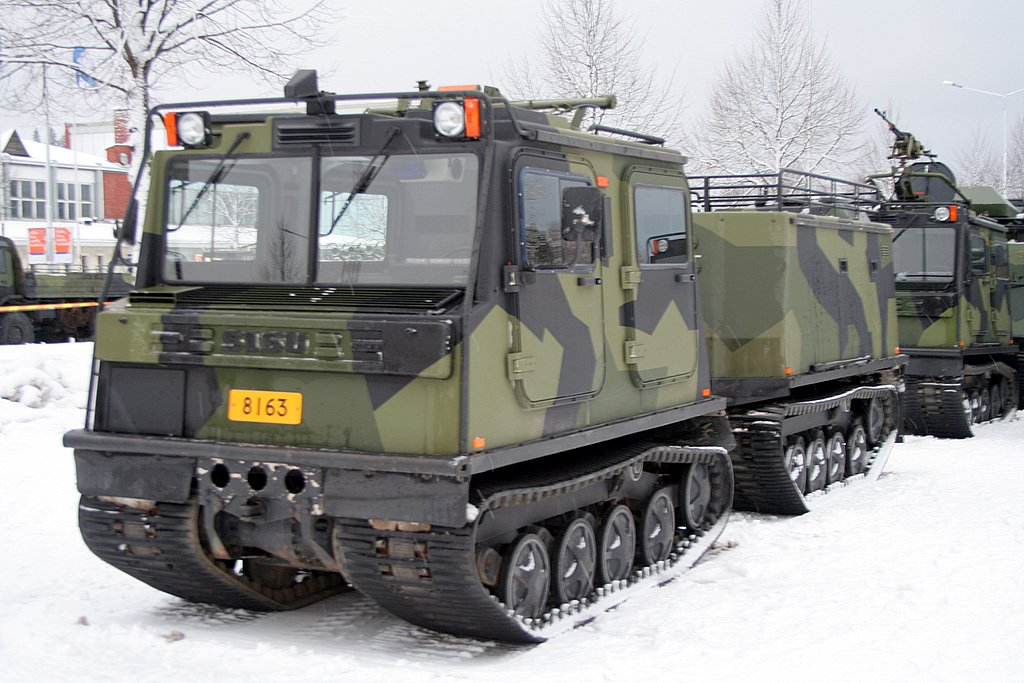
Sisu Nasu